# Грабовець (заказник)
Грабове́ць — ландшафтний заказник місцевого значення в Україні. Розташований у межах Міжгірського району Закарпатської області, при північній околиці смт Міжгір'я (урочище «Грабовець»). 
Площа 188,6 га. Статус надано згідно з рішенням облвиконкому від 07.03.1990 року № 55. Перебуває у віданні ДП «Міжгірське ЛГ» (Майданське лісництво, кв. 18, 21). 
Статус надано з метою збереження частини лісового масиву, де зростають листяні та хвойні породи дерев. Особливо цінними є насадження сосни.